# Armand Robinot de Saint-Cyr
Pour les articles homonymes, voir Saint-Cyr.
Armand Robinot de Saint-Cyr (parfois prénommé Ange-Constant, est né le 12 septembre 1790 à Beauvais, commune de Lanvallay, dans les Côtes-d'Armor et mort le 2 avril 1867 à Rennes), est un homme politique français, nommé maire de Rennes en 1861.

## Biographie
Armand Constant Robinot de Saint-Cyr est le fils de Jacques Robinot de Saint-Cyr, avocat en Parlement, juge au tribunal de Dinan, et de Guillemette Julienne Ozou des Verries. Il épouse Adèle Rouxel
Avocat de formation, il plaida à Dinan puis préside les assises à la Cour Royale de Rennes après les Trois Glorieuses. Il est élu à plusieurs reprises conseiller général de Pleine-Fougères à partir de 1844.
Il devient maire en 1861, à la suite de la révocation de Ange de Léon, pour mésentente avec le préfet de l’époque. Il occupera ce poste jusqu’à sa mort en 1867. Durant son mandat, il agrandit notamment le parc du Thabor, le Champ de Mars et se préoccupe de l'approvisionnement en eau de la ville. Il fait détourner les eaux de la Minette, et de la Loisance. Il  est à l'origine en 1863, du projet de construction de l'Aqueduc de la Minette.
Il est promu officier de la Légion d'honneur, le 14 août 1862, et aussi officier de l'Instruction publique.
La quai Robinot de Saint-Cyr longe la Vilaine parallèlement à la route de Lorient à l’extérieur de Rennes.